# Maudits Français
« Maudits Français ! » est une expression xénophobe québécoise insultante et francophobe.  

## Le mot «maudit»
Le mot « maudit » est différent en français commun et en français québécois. Cependant, pour preuve du caractère insultant de l'expression, son pendant québécophobe, « Maudit Québécois», est unanimement décrié au Québec et érigé en symbole de la persécution des Québécois dans un Canada majoritairement anglophone.  
Dans tous les dictionnaires, le mot « maudit » à une connotation négative et se définit généralement ainsi : qui est repoussé par la société ; dont on a à se plaindre ; détestable, exécrable, haïssable, rejeté, damné, fichu, sale, satané. 
En français québécois, dans le langage familier, le mot « maudit » est soit péjoratif, soit plus rarement une hyperbole. Dans ce dernier cas, il sert d'épithète, comme les mots « putain de» ou « bougre de » ou « espèce de ». L'insulte garde ainsi son caractère xénophobe mais est parfois assimilée à tort à une marque de sympathie, voire de camaraderie.   

## Hypothèses sur l'origine de cette expression
L'expression « Maudit Français », au singulier comme au pluriel, trouve peut-être son origine dans le sentiment d'abandon ressenti par les Québécois, après la défaite française lors du Siège de Québec de 1759 et la perte du Canada,,. 
La parution en 1964 d'un livre portant cette expression en titre montre qu'elle est ancienne. Le Petit Futé, édition 2001, suggère lui aussi que l'expression insulte les Immigrants Français installés au Québec.  
L'expression stéréotypée, est parfois utilisée par des immigrants Français au Québec dans une démarche de réappropriation culturelle à l'image d'autres minorités "récupérant" des codes racistes ou xénophobes en Amérique du Nord. 

## Maudit Français dans la loi
La charte des droits et liberté de la personne au Québec et la charte canadienne des droits et libertés reconnaissent sans aucune ambiguïté que toute forme de discrimination basée (entre autres) sur l'origine nationale est interdite au Québec comme au Canada au travail, dans le logement, dans les services, les transports et les lieux publics et les actes juridiques. 
Dans le cadre civil, c'est le droit à se protéger des injures qui s'applique. 

## Chansons
- Maudits Français est le titre d'une chanson de Michel Sardou et Didier Barbelivien sortie en 1994
- Les Maudits Français est le titre d'une chanson de Lynda Lemay[10]
- Mots dits français est le titre d'une chanson de Java, dans l'album Maudits Français
- Les maudits français est un trio français de musique traditionnelle québécoise créé en 2013 [11]
- Maudits français est un groupe français de musique traditionnelle québécoise[12]

## Littérature
- Nathalie Fontaine, Maudits Français !, Montréal, Éditions de L'Homme, 1964 (OCLC 9434310).
- John J. Miller, Laurent Bury et Mark Molesky (trad. Laurent Bury), Maudits Français ! : Trois siècles de relations tumultueuses entre la France et l'Amérique, Paris, Saint-Simon, 2005, 328 p. (ISBN 978-2-915134-20-9)
- Antoine Decré, "Maudits français", ou, L'épopée canadienne : 1534-1763, Paris, L'Harmattan, 2001 (ISBN 978-2-7475-0884-1)